# John McNicol
John McNicol (Johannesburg, 12 maart 1942 - Klip River, 31 juli 2001) was een Zuid-Afrikaans autocoureur die in 1969 het Zuid-Afrikaanse Formule 1-kampioenschap won. In 1974 schreef hij zich in voor één normale Formule 1-race, zijn thuisrace van dat jaar voor het klantenteam Scuderia Scribante met een auto van Lotus, maar het arme team kon het niet veroorloven om twee coureurs in te zetten, dus lieten ze alleen Dave Charlton starten. Aan het eind van 1974 stopte McNicol met racen vanwege de hoge brandstofprijzen. In 2001 werd McNicol op 59-jarige leeftijd vermoord.